# Turismo en Panamá

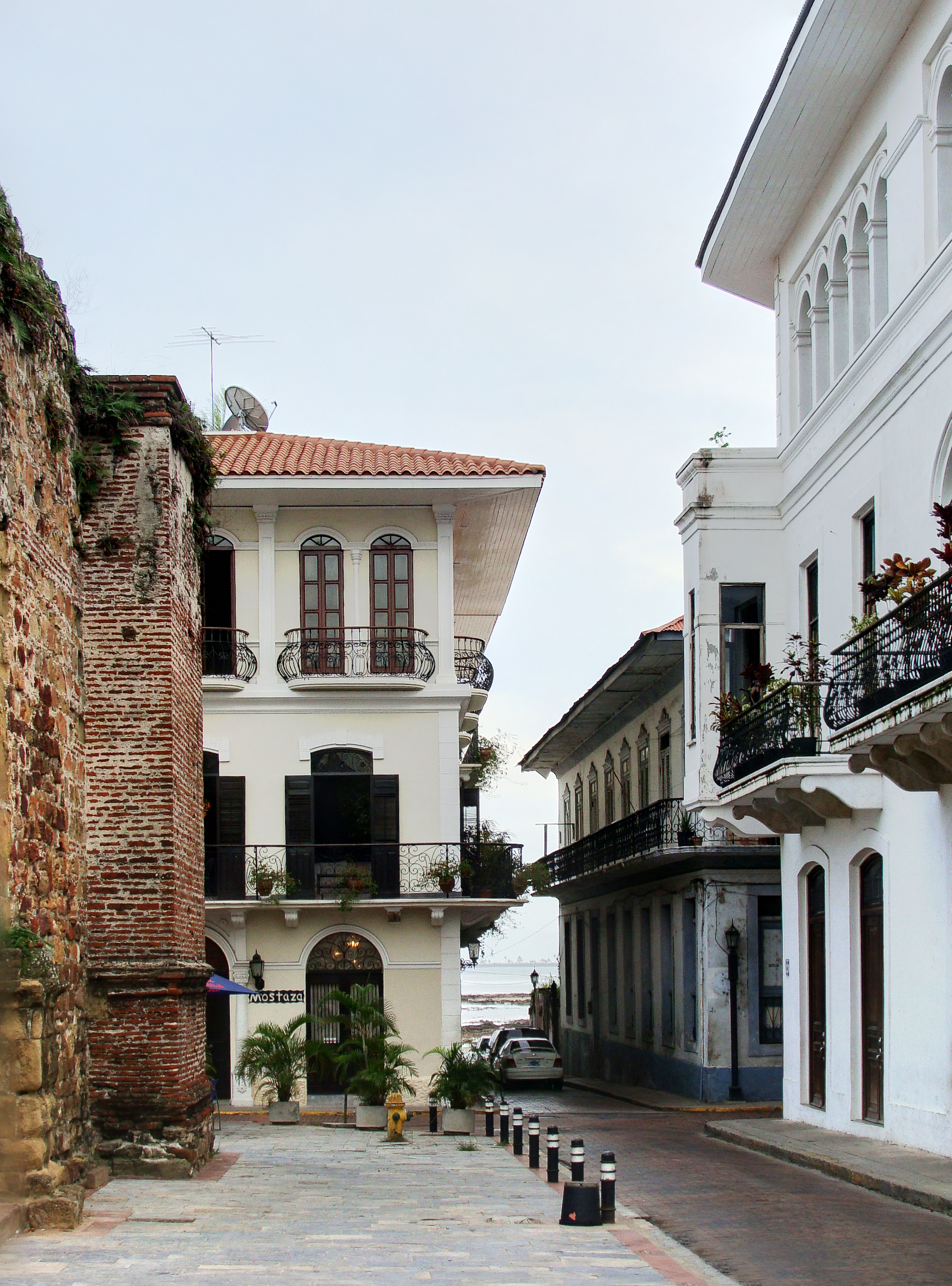
Centro histórico de la Ciudad de Panamá Panamá.

El turismo en Panamá representa una de las principales actividades de Panamá. Las principales áreas de turismo en el país se centran en el turismo de negocios, las playas y el comercio. La mayoría de los turistas provienen de los Estados Unidos, América Central, Canadá, Europa, y América del Sur. El turismo genera ganancias de aproximadamente US $80.000 millones anuales. Esta cifra ha aumentado rápidamente desde que llegó el millonésimo turista en 2004. Hubo 2 millones de turistas en 2011.
Alrededor de 1.5 millones de turistas ingresaron a Panamá en 2013 a través del aeropuerto de Tocumen  ubicado en la Ciudad de Panamá. En Panamá, un turista, en promedio, gasta US $ 365–385 por día, el gasto turístico per cápita más alto en Centroamérica mientras que el turista promedio en Panamá permanece entre 6 y 7 días. 
En 2011, Panamá fue visitada por más de 2 millones de turistas, un aumento del 18% en comparación con 2010. Actualmente es una de la naciones que lideran el área turística en Centroamérica junto con Costa Rica y Guatemala. 
El Waldorf Astoria Panamá, el primer hotel Waldorf Astoria en América Latina, abrió sus puertas en marzo de 2013. El Trump Ocean Club, inaugurado en 2010 y ahora es JW Marriott Panamá  es uno de los hoteles más utilizados por turistas. El BioMuseo, un centro de historia natural, se inauguró en octubre de 2014. La parte antigua de la ciudad, Panamá Viejo, ha sido Patrimonio de la Humanidad por la UNESCO desde 1997. El archipiélago de Bocas del Toro, es popular entre los mochileros. 

## Galería

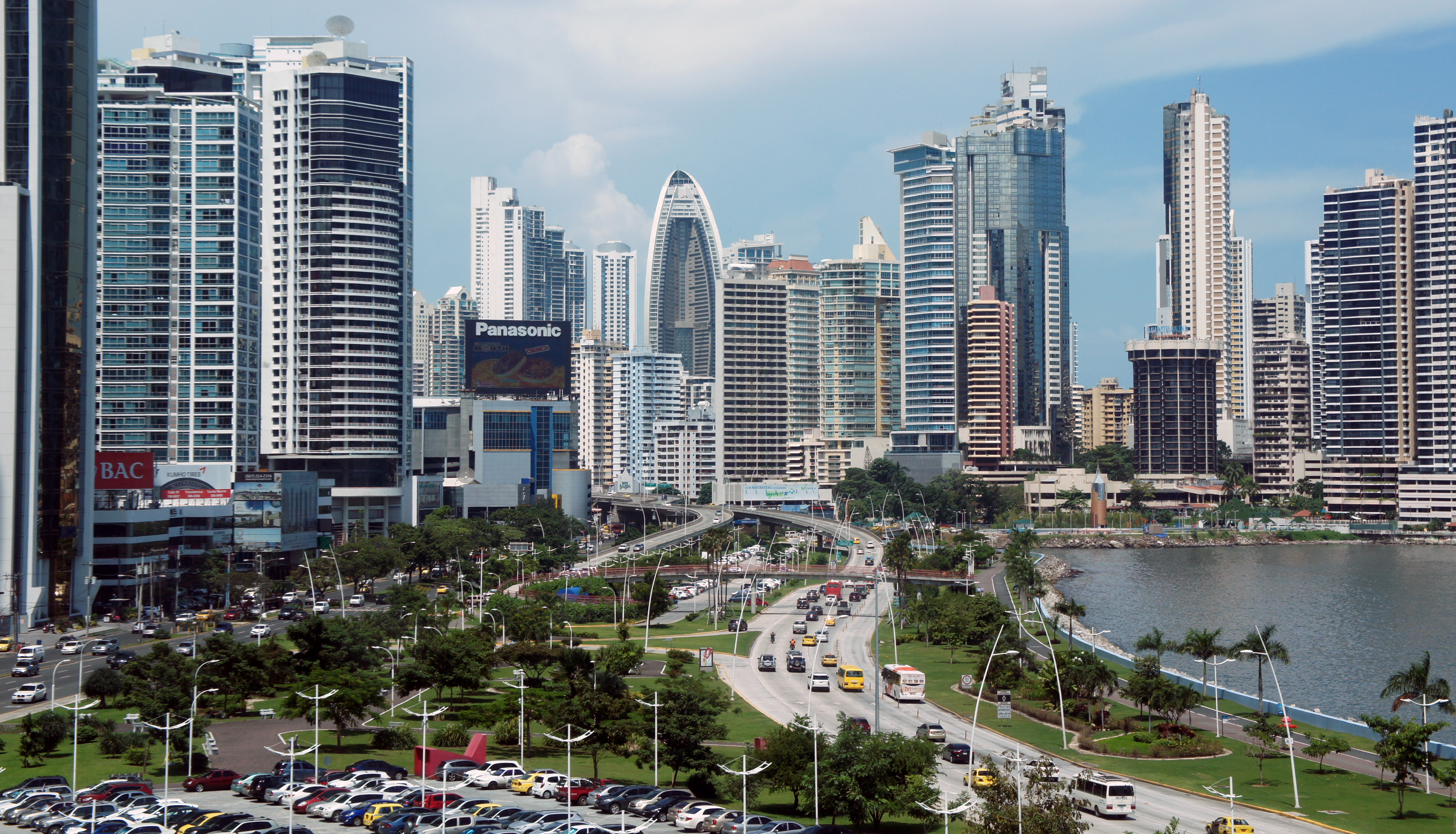
Ave. Balboa, Ciudad de Panamá
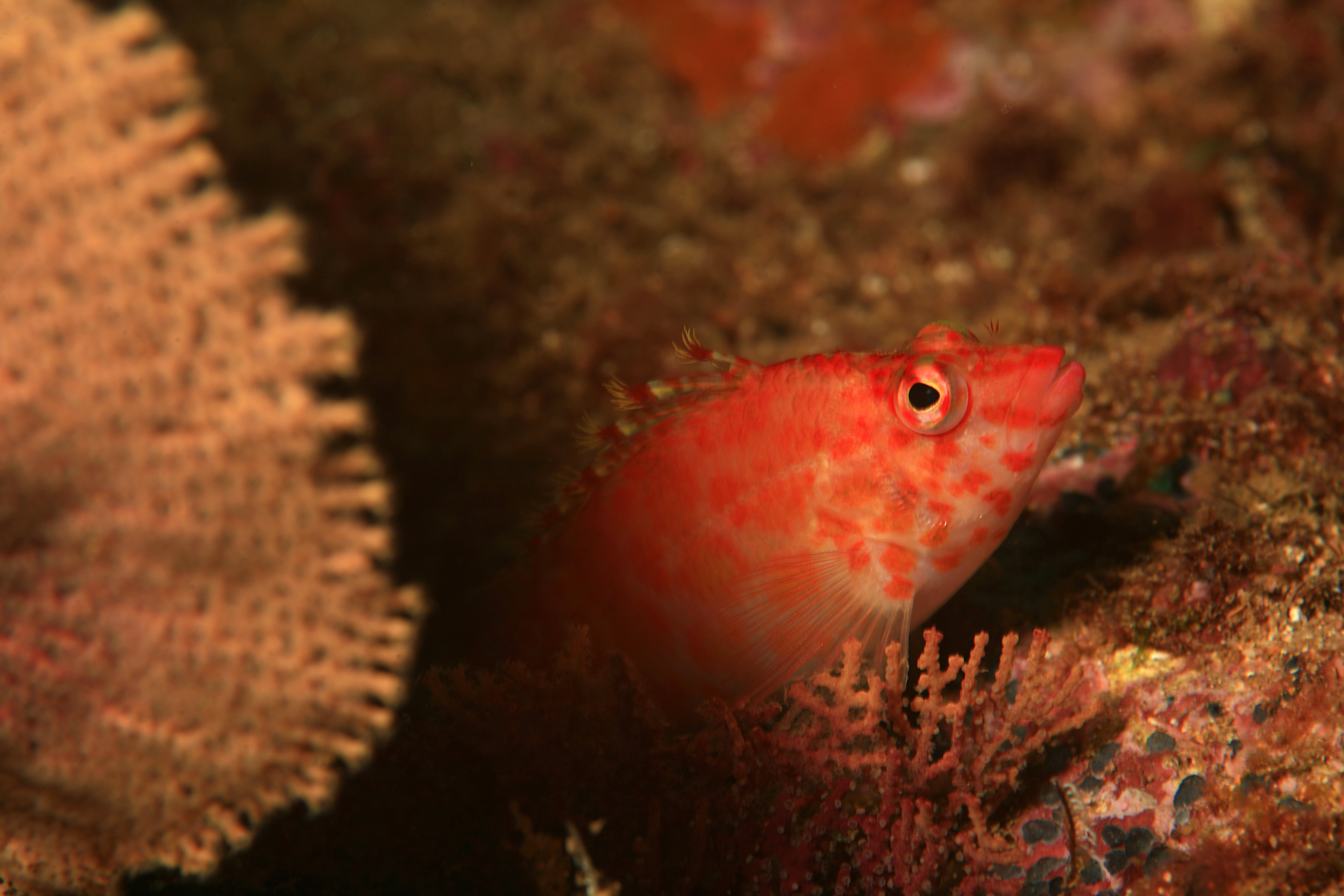
Parque Nacional Coiba y Reserva Natural
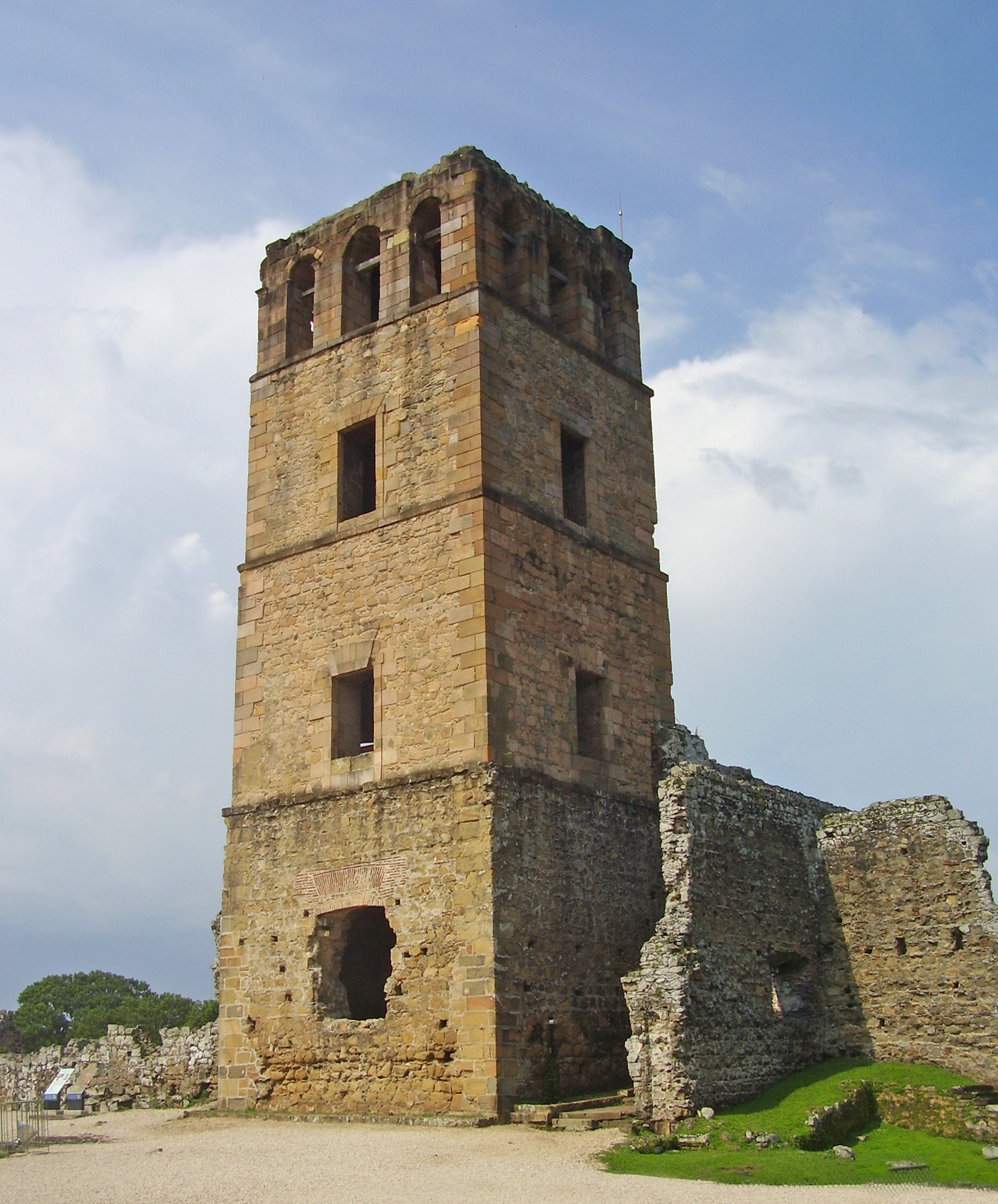
Torre de la catedral de Panamá Viejo
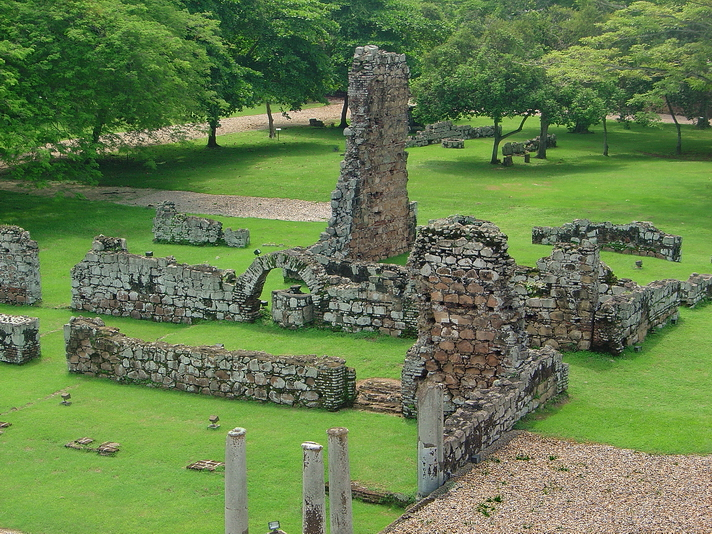
Panamá Viejo
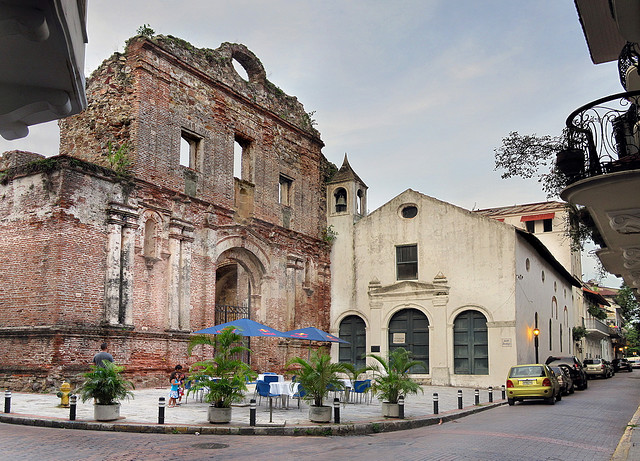
Convento de Santo Domingo
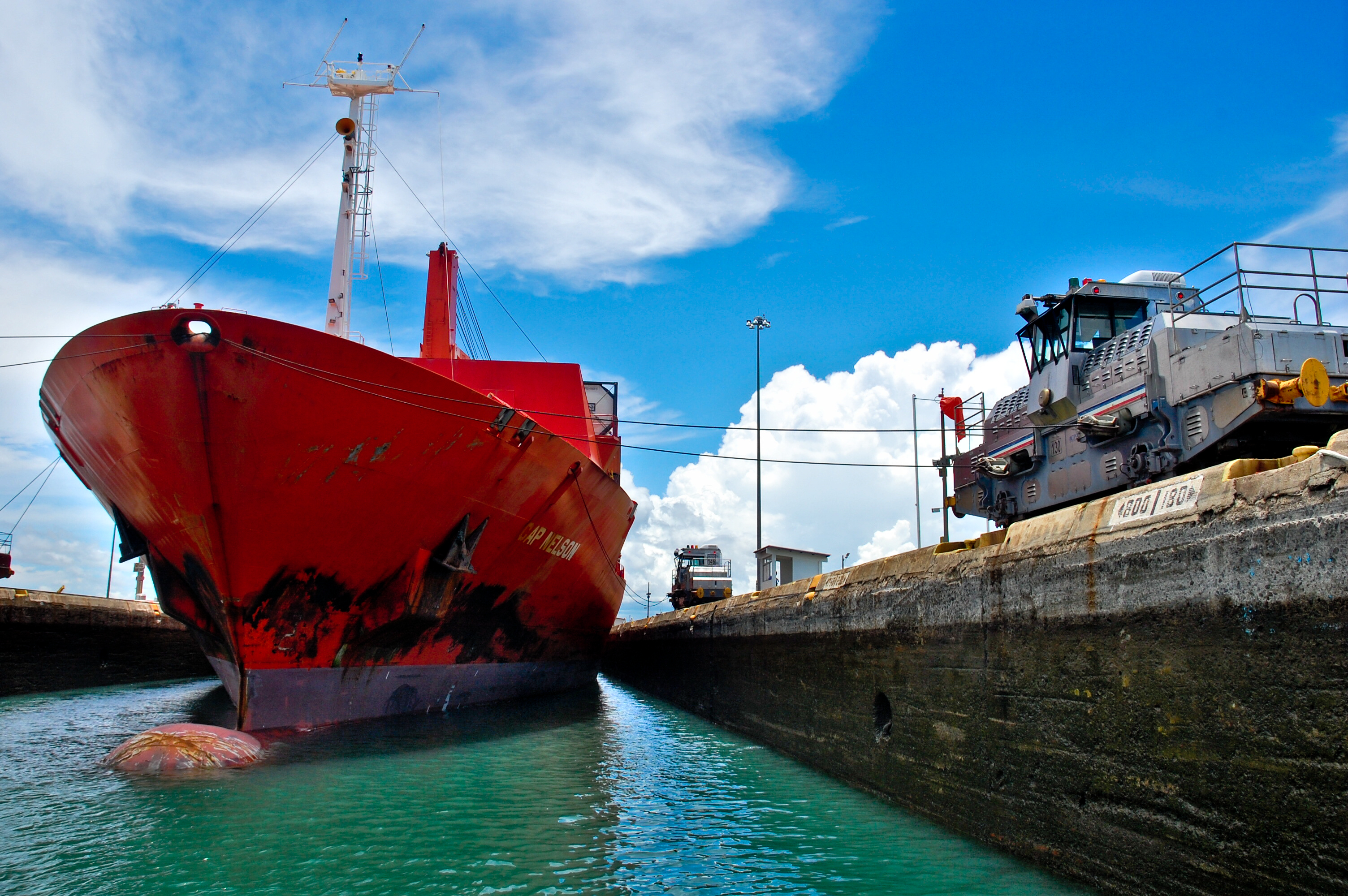
Barco cruzando una esclusa en el Canal de Panamá